# Замок Рагніт
Замок Рагніт — фортифікаційна споруда Тевтонського ордену, розташована в місті Німан, Калінінградська область, РФ. У 2007 році архітектурну пам'ятку взято на офіційний облік як об'єкт культурної спадщини регіонального значення.

## Історія

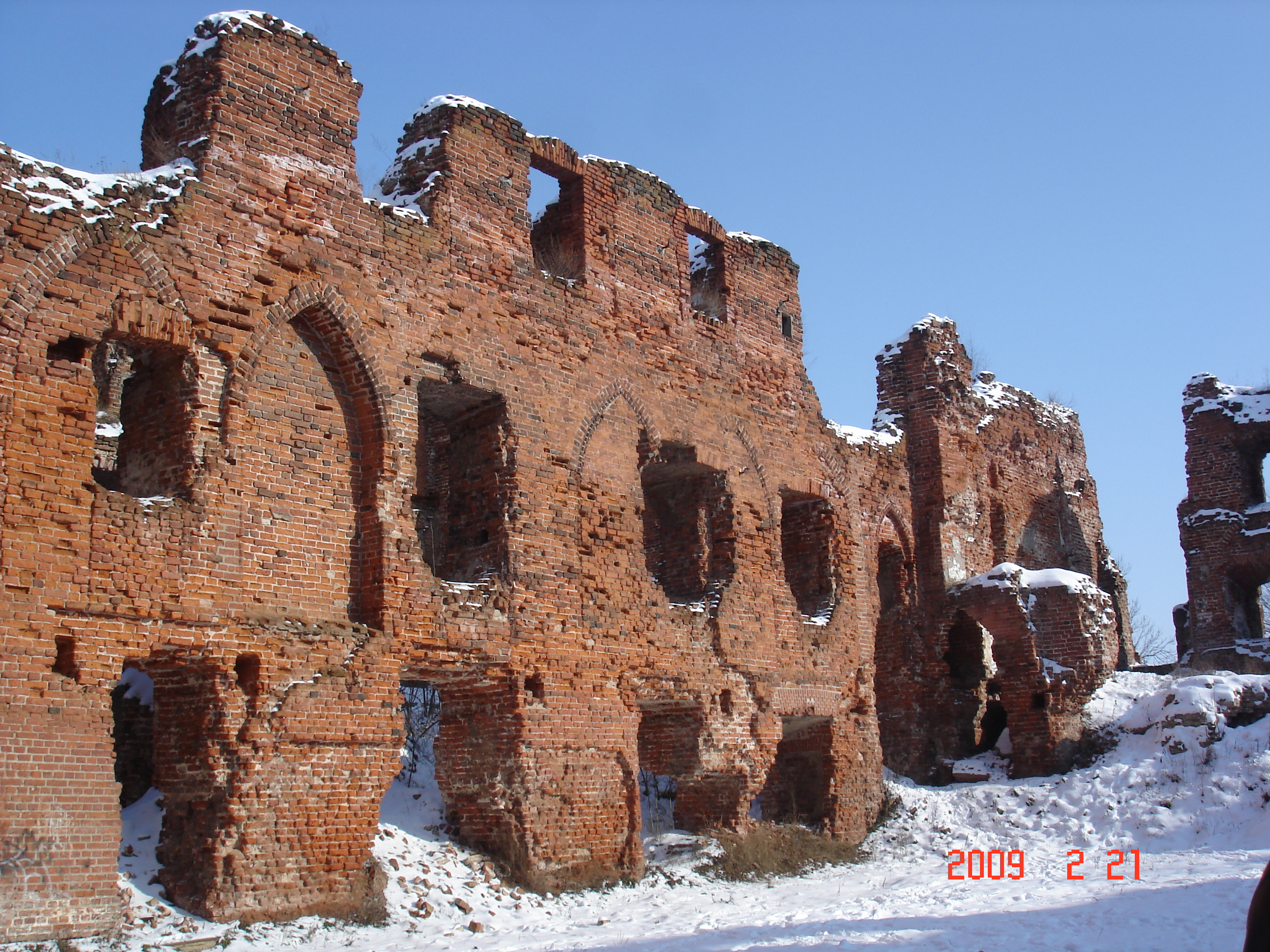
Рагнітський замок у 2009 році

Рагнітський замок в 1939 році

У 1277 році дерев'яна фортеця Рагніт, що належала пруссам, була спалена військами Тевтонського рдену. Через деякий час сюди, на місце колишньої фортеці, з метою розширення зони впливу християнства, прибуває ландмейстер Майнхард фон Кверфурт і в 1289 засновує фортецю, яка спочатку називалася Ландесхут. У 1326 році її перейменовано в Рагніт. Фортеця була добре укріплена, завдяки чому в 1295 році вдалося не лише відбити напади литовців, а в 1338 році ще й нанести їм нищівного удару.
У 1356 році фортеця була відбудована заново Вінріхом фон Кніпроде, й цього разу навколо неї був викопаний рів. Однак це не завадило військам Великого князівства Литовського в 1365 році знову спалити фортецю. Тоді за справу взявся Конрад Цоельнер фон Роттенштайн і відбудував фортецю на свій лад, перенісши її при цьому на те місце, де вона знаходиться зараз.
З 1397 року розпочалося будівництво кам'яного замку, й у 1409 році було завершено. У ньому були красиві і ажурні ворота, вікна, портали, флігелі. Замок мав майже квадратну форму — 59 на 58 м, а внутрішній двір — 31 на 31 м. В основу фундаменту були закладені масивні гранітні плити. Вони знаходяться на глибині 5 м. У чотирьох поверхах замку було 11 великих залів і безліч дрібних підсобних приміщень. Протягом століть надземні і підвальні приміщення замку багаторазово перероблялися і перебудовувалися. Були також секретні підземні тунелі. Складовою частиною замку стала годинникова башта заввишки 25 метрів.
У 1825 році в замку розташувалася Східно-Прусська в'язниця, яка перебувала в ньому аж до 1945 року. У 1829 році в ній сталася пожежа, і фортеця була значно пошкоджена. Повністю відремонтувати вдалося її тільки до 1840 року. З 1839 року в фортеці розміщувалися міський та районний суд, з 1849 року — військовий трибунал, а з 1879 року до будівлі фортеці знову повернувся суд.
Під час Другої світової війни замок зазнав значних руйнувань і був покинутий. Ступінь пошкоджень фортеці станом на 1957 рік відображено у фотоархівах «Інституту архітектури і будівництва Каунаського технологічного університету», а також у «Державному архіві Калінінградської області».

### Цікаві факти
На руїнах замку Рагніт фахівці «Ленфільму» (під керівництвом режисера Олексія Германа) під час зйомок кінофільму «Двадцять днів без війни» в 1976 році здійснили підрив однієї з внутрішніх стін довжиною 30 м, висотою 10 м і завтовшки до 2 м. У момент вибуху район замку був оточений військовослужбовцями місцевого гарнізону.
Наступного року в Німані, на руїнах замку знімали фільм «Солдат і слон» (СРСР, Вірменфільм, 1977, режисер Дмитро Кесаянц, у головній ролі — Фрунзик Мкртчян).
У 1992 році Товариством дружби «Німан-Пльон» був проведений ремонт годинникової вежі замку. Було відремонтовано сходи, відновлено покрівлю та встановлені решітки на вікна.
У 1995 році на території замку знімався фільм А. Малюкова «Я — російський солдат». Повторюючи сумну традицію, у внутрішньому дворі замку (який постав в даному випадку Берестейською фортецею) під час зйомок також здійснювалися вибухи.
У листопаді 2010 року депутати Калінінградської думи передали руїни Рагнітського замку (разом із земельною ділянкою) РПЦ МП.

### Лицарські обладунки Рагнітського замку
Німецький вчений, доктор Герхард Шеррайк довгі роки зберігав знайдені ще до війни лицарські обладунки Рагнітського замку.
У 2002 році в німецькому місті Фаллінгбостель, під час проведення конгресу товариства «Тильзіт-Рагніт», Герхард Шеррайк урочисто вручив голові Німанського району Сергію Леденєву ці лицарські обладунки. У промовах і вірчій грамоті було сказано, що передані вони в дар краєзнавчому музею Німанского району (нині знаходиться в с. Ульяново).